# Regionale 2013
Die Regionale 2013 ist ein Strukturförderprogramm des Landes Nordrhein-Westfalen.
Im Jahr 2008 bekam die neugegründete Region Südwestfalen den Zuschlag. Zu ihr gehören Hochsauerlandkreis, Märkischer Kreis, Kreis Olpe, Kreis Siegen-Wittgenstein und Kreis Soest. In den 59 Städten und Gemeinden der fünf Kreise leben knapp 1,5 Millionen Menschen.
Um die strukturelle Entwicklung zu fördern, bietet das Land Nordrhein-Westfalen im dreijährlichen Rhythmus einer Region die Möglichkeit, sich mit wegweisenden Projekten zu präsentieren. Vorgänger war die Regionale 2010 in der Region Köln/Bonn. Nachfolger ist die Regionale 2016 im Westmünsterland.
Der Prozess der Regionale 2013 organisiert ein großes Netzwerk von Sachverständigen aus Politik, Verwaltung, Wissenschaft, Institutionen und der heimischen Wirtschaft. Gefördert werden die Regionale-Projekte durch das Land Nordrhein-Westfalen, die Bundesrepublik Deutschland und die Europäische Union.

## Ziele
Mit der Regionale 2013 setzen sich alle gesellschaftlichen, politischen und wirtschaftlichen Akteure in Südwestfalen das Ziel, gemeinsam den Herausforderungen der Globalisierung und des demografischen Wandels zu begegnen. Dabei steht die Stärkung einer der leistungsfähigsten Industrieregionen in Nordrhein-Westfalen ebenso wie der Erhalt der Naturlandschaft im Fokus. Dabei sollen insbesondere Projekte zu den Themen Innovations-, Generationen- und Naturerholungsregion angestoßen und gefördert werden.

### Innovationsregion
Um Südwestfalen als Innovationsregion zu fördern, hat man sich als Ziel gesetzt, Akteure zusammenzuführen, Kommunikationsplattformen zu schaffen und Prozesse zu initiieren, die darauf zielen, die in der Region vorhandenen Ideen und Kreativität, die Kräfte und das Wissen zu bündeln und strategisch zu vernetzen.
Dazu gehört beispielsweise die Förderung der Kooperationen von Hochschulen und anderen Bildungseinrichtungen.

### Generationenregion
Die Regionale möchte sich den Herausforderungen des demographischen Wandels und den damit einhergehenden Umstrukturierungsprozess stellen. Geplant sind modellhafte Prozesse und Projekte zu initiieren, koordinieren und zu kommunizieren. Ziel soll es dabei sein, nicht nur dem Erhalt, sondern auch zur Steigerung der Lebensqualität in den Dörfern, Gemeinden und Städten beizutragen.

### Naturerholungsregion
Auch die Umwelt wird berücksichtigt, so stellt die Bewältigung der Folgen des Klimawandels als eine der großen ökologischen, wirtschaftlichen, kulturellen und auch sozialen Herausforderungen Südwestfalens dar. Die Region will sich diesen Herausforderungen aktiv annehmen.

## Südwestfalen Agentur GmbH
Am 1. September 2008 wurde offiziell die Südwestfalen-Agentur in Olpe gegründet. Das Team initiierte und koordinierte die Projekte rund um die Regionale 2013. Dem Team geht es besonders darum, die Kräfte in Südwestfalen zu bündeln und die Region als starke Marke zu etablieren. Die Anstrengungen und das Engagement für die Region soll mit der Regionale 2013 nicht abgeschlossen sein und auch nach dem Jahr 2013 weiter vorangetrieben und ausgebaut werden.

### Regionalmarketing
Ein weiteres Aufgabenfeld der Südwestfalen Agentur ist es, das Regionalmarketing für Südwestfalen umzusetzen. Hierbei werden im Rahmen der Kampagne „Südwestfalen – Alles echt!“ die harten und weichen Standortqualitäten der Region in den Fokus der Wahrnehmung gerückt und so ein authentisches Bild von Südwestfalen vermittelt. Unterstützt wird das Regionalmarketing vom Verein Wirtschaft für Südwestfalen, unter dessen Dach sich 2011 Unternehmen, Kammern und Arbeitgeberverbände sowie die fünf Landkreise Soest, Hochsauerland, Olpe, Siegen-Wittgenstein und Märkischer Kreis zusammengeschlossen haben. Einbezogen in das Regionalmarketing sind neben den Unternehmen, der Politik und der Verwaltung in Landkreisen und Kommunen auch die Tourismusverbände, Wirtschaftsförderungen, Hochschulen, Bürger sowie zahlreiche Forschungsinstitute und weitere Partnerinstitutionen in der Region.